# Tour Adria
Tour Adria – wieżowiec w Paryżu, we Francji, o wysokości 155 metrów. Budynek został otwarty w 2002 i posiada 40 kondygnacji.